# 角令央奈
角 令央奈（すみ れおな、1987年4月20日- ）は、兵庫県加東市出身の自転車競技選手、競輪選手。日本競輪学校第98期卒業。日本競輪選手会福岡支部所属（当初は兵庫支部）。ホームバンクは久留米競輪場。血液型は0型。

## 自転車競技での戦歴
日生学園第三高等学校（現・自由ヶ丘高等学校）在学中、2年生で国民体育大会の少年・個人ロードレースに出場し、全国大会初優勝。3年生で出場したインターハイのトラックレースでは、3キロ個人追い抜き競走で3分31秒108を記録し、高校日本記録保持者となる。また国体の少年・ポイントレースでも優勝した。
鹿屋体育大学入学後は、国体の成年・ポイントレースで3連覇（2006年 - 2008年）し、高校時代のロードレース優勝とポイント4連覇により、国体での5年連続優勝を達成する。
2006年、アジア競技大会のポイントレースに出場し8位。団体追い抜きでは4位に入った。
2008年、トラックレース世界選手権のオムニアムに出場し17位。同年4月、奈良競輪場で開催された第28回アジア自転車競技選手権大会・トラックレースのスクラッチに出場し、2007年に同種目で世界一となった香港のワン・カンポを退け優勝を果たした。
この優勝で2009年3月にポーランドで開催された世界選手権自転車競技大会トラックレース2009への出場権を獲得したが、競輪学校入学を控えていたため同大会への出場を辞退した。
主としてトラックレースでの実績が目立つが、ロードレースにおいても上記の国体での優勝の他、2007年のツール・ド・北海道においてアンダー23（U23）総合時間賞を獲得し、2008年夏のインカレロードでも優勝。
なお2010年4月より実業団登録チームとなる『鹿屋体育大学BLUE SKY』に所属している。

## 競輪選手としての戦歴
2009年5月に第98回生として日本競輪学校に入学。在校競走成績17位（76戦15勝）で2010年3月26日に卒業した。
同年5月1日に競輪選手登録。同年7月15日、名古屋競輪場でデビューし、初勝利も同日。
2023年2月9日付で福岡支部に移籍した。